# Vulpes ferrilata
La volpe tibetana (Vulpes ferrilata), chiamata anche volpe delle sabbie tibetana o semplicemente volpe delle sabbie, è una specie di volpe che vive sull'elevato altopiano tibetano in Nepal, Cina e India, fino ad altitudini di circa 5300 m. 
La volpe venne descritta per la prima volta dal naturalista britannico Brian Houghton Hodgson nel 1842. Ha l'udito più sviluppato tra tutte le volpi.

## Descrizione fisica
La volpe tibetana è una tra le specie di volpe più piccole. Ha un mantello folto e soffice che la protegge dai venti di alta montagna, con un fitto sottopelo di colore variabile tra il bruno e il giallo ruggine. La pelliccia sui fianchi e sul posteriore è di colore grigio. La punta della coda è bianca. Il corpo ha una lunghezza dalla testa alla coda di 50–70 cm e la coda è lunga 29–40 cm. Il peso varia tra i 3 e i 4 kg.
Il cariotipo della volpe tibetana è formato da 36 cromosomi.

## Comportamento
Le coppie riproduttive rimangono insieme per tutta la vita e cacciano insieme. La stagione degli amori comincia negli ultimi giorni di febbraio e finisce alla fine di marzo.
Dopo un periodo di gestazione di circa 50-60 giorni, in una tana nascono da due a quattro cuccioli, che rimangono con i genitori fino all'età di otto-dieci mesi. Dopo essersi allontanati vanno in cerca di una compagna e di un proprio territorio.
A differenza delle altre specie di volpi, le volpi tibetane non sono animali molto territoriali, così che nella stessa zona si possono vedere vicine molte volpi.

## Dieta
Le volpi tibetane si nutrono di roditori, uccelli terricoli e lagomorfi.
Nel 1998 un'analisi di 113 tane di volpe per determinare la dieta della volpe tibetana mostrò che il 95 per cento dei resti erano composti da pika dalle labbra nere (Ochotona curzoniae) e dal 2,7 per cento dall'antilope tibetana (Pantholops hodgsonii), di cui la maggior parte erano carogne. Il resto consisteva di insetti, penne di uccello e vegetali, tra cui bacche di Ephedra. Un precedente studio del 1986 riportò resti di lepre lanosa tibetana (Lepus oiostolus) e una lucertola del genere Phrynocephalus, mentre uno studio su 158 tane effettuato l'anno precedente nella provincia cinese del Qinghai riportò altri resti, inclusi marmotte himalayane (Marmota himalayana), bharal (Pseudois nayaur), moschi himalayani (Moschus chrysogaster) e bestiame domestico.

## Media
Nel 2006, le telecamere della BBC, durante le riprese per la serie Planet Earth, ripresero per la prima volta una volpe tibetana.